# Mike Windischmann
Michael Windischmann (Nuremberg, 6 de dezembro de 1965) é um ex-futebolista teuto-estadunidense, que atuava como defensor.

## Carreira
Tal qual a maior parte dos jogadores de futebol dos Estados Unidos, Windischmanndeu iniciou a carreira no futebol universitário, jogando pela Universidade Adelphi, no estado de Nova Iorque, entre 1983 e 1986, quando foi incluído no Hall da Fama da Universidade.
Ainda em 1986, fez sua estreia como jogador no Brooklyn Italians, onde jogou até 1988. Defendeu também o Los Angeles Lazers e o Albany Capitals, quando deixou o futebol com apenas 25 anos.

## Seleção
Windischmann integrou o elenco da Seleção Norte-Americana que disputou a Copa do Mundo de 1990, sendo o capitão da equipe, pela qual fez sua estreia em 1984. Atuou em 50 jogos pelo selecionado.
Paralelamente à seleção de futebol, jogou também pela equipe de futsal até 1992.